# 岩美町立岩美北小学校
岩美町立岩美北小学校（いわみちょうりつ いわみきたしょうがっこう）は、鳥取県岩美郡岩美町浦富にある公立小学校。

## 概要
1995年浦富・田後・東の3小学校が統合して創立した。

## 沿革
浦富・田後・東の3小学校が統合して開校しているが、本項では校舎を継承した浦富小についても記述する。
浦富小学校
- 1873年（明治6年）8月14日 - 定善寺で浦富小学校開校式。
- 1876年（明治9年）3月 - 牧谷村小学校を設置。
- 1879年（明治12年）7月 - 浦富小学校に牧谷村小学校を合併。
- 1885年（明治18年）4月1日 - 浦富尋常小学校と改称。
- 1906年（明治39年）4月1日 - 高等小学校を併設。
- 1923年（大正12年）4月1日 - 浦富尋常高等小学校となる。
- 1941年（昭和16年）4月1日 - 国民学校令により浦富国民学校と改称。
- 1947年（昭和22年）4月1日 - 学制改革により浦富町立浦富小学校と改称。
- 1954年（昭和29年）7月1日 - 町村合併により岩美町立浦富小学校と改称。
- 1959年（昭和34年）12月8日 - 現在地の旧岩美中学校校舎に移転。
- 1984年（昭和59年）2月18日 - 火災で校舎・体育館を全焼。
- 1984年（昭和59年）10月24日 - 新校舎落成。
- 1995年（平成7年）3月31日 - 統合に伴い閉校。

岩美北小学校
- 1995年（平成7年）4月1日 - 浦富・田後・東の3小学校が統合し岩美町立岩美北小学校が開校、旧浦富小校舎を統合校舎とする。

## 通学区域
- 田河内、陸上、小羽尾、大羽尾、相谷、牧谷、浦富、田後

## 進学先中学校
- 岩美町立岩美中学校

## 交通アクセス
- JR山陰本線 岩美駅より：岩美町営バス田後線または日本交通岩井線（鳥取駅行き）「浦富」バス停より300m。

## 校区内の主な施設
- 山陰海岸ジオパーク海と大地の自然館
- 浦富海岸

## 著名な出身者
- 澤田謙（評論家、伝記作家）
- 澤田廉三（外交官）

## その他
- 毎年5月に開催される「浦富海岸健康マラソン大会」のスタート・ゴール地点となっている。[1]

## 通学区域が隣接している学校
- 岩美町立岩美西小学校
- 岩美町立岩美南小学校
- （兵庫県）新温泉町立浜坂西小学校